# Coccidiphila patriciae
Coccidiphila patriciae is een vlinder uit de familie prachtmotten (Cosmopterigidae). De wetenschappelijke naam is voor het eerst geldig gepubliceerd in 2000 door J. Nel & A. Nel.
De soort komt voor in Europa.